# فرع محافظة هاتشيجو (طوكيو)

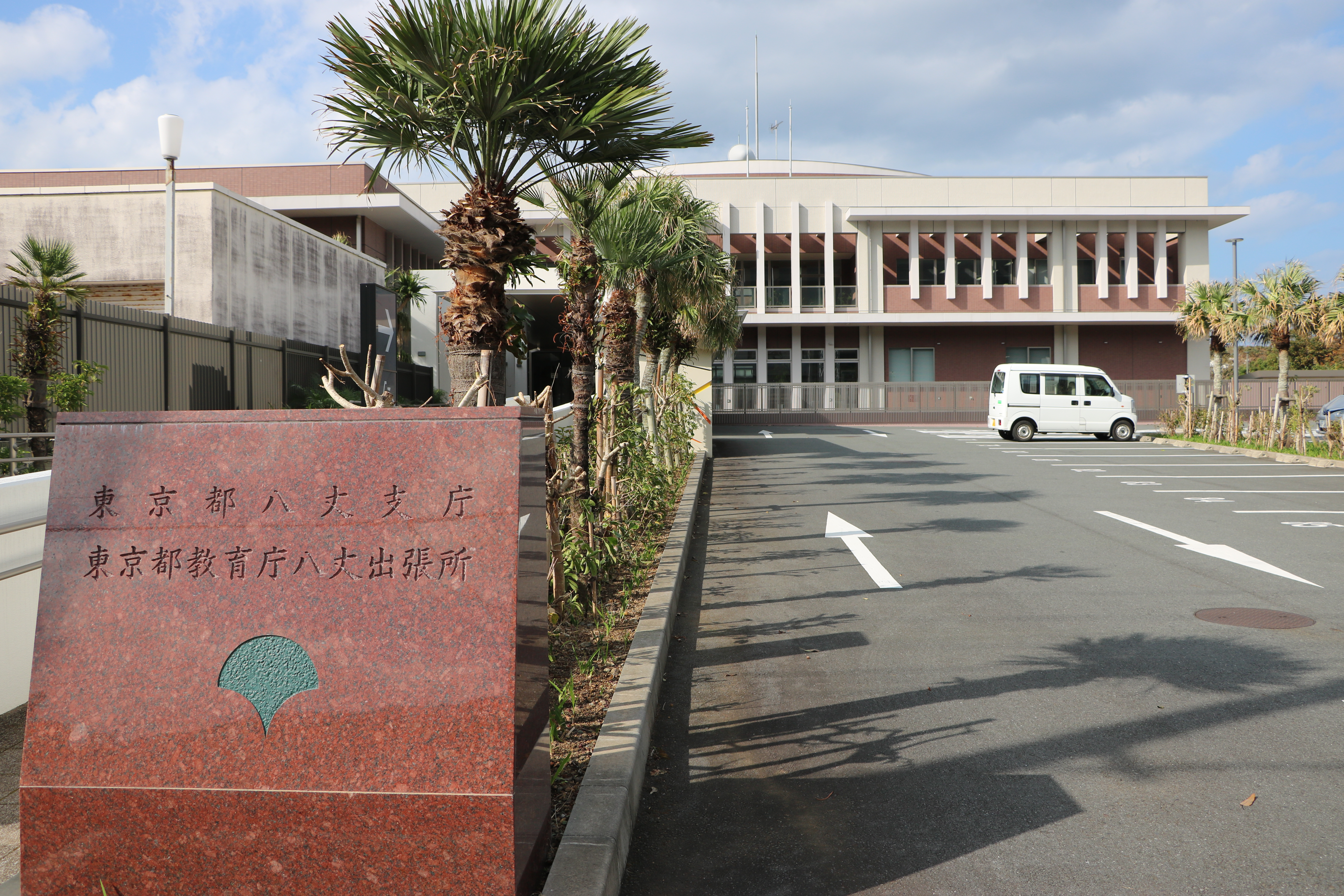

فرع محافظة هاتشيجو (باليابانية: 八丈支庁 هاتشيجو-شي تشو) هو فرع محافظة طوكيو، اليابان. ويضم البلدات والقرى التالية الواقعة في جزر إيزو:
- هاتشيجو
- أوغاشيما

## مواقع خارجية
- الموقع الرسمي باللغة اليابانية